# Raymond Louis de Crevant d'Humières, marquis de Preuilly
Raymond Louis de Crevant d'Humières, marquis de Preuilly, seigneur de Lassigny, dit le « marquis de Preuilly d'Humières », né après 1628 et mort le 20 juin 1688 à Paris, est un officier de marine français du XVIIe siècle. Après des débuts dans le service de terre, le marquis de Preuilly d'Humières rejoint la Marine royale avec le grade de capitaine de vaisseau. Alors qu'il a plusieurs missions en Méditerranée et déjà dix ans de service à son actif, sous le duc de Beaufort, la guerre de Hollande éclate. Il connaitra pendant ce conflit une rapide promotion, chef d'escadre en 1673, lieutenant général en 1676 à l'issue de la campagne de Sicile. Il est chargé, la paix revenue, de plusieurs missions diplomatiques en Méditerranée et en mer Baltique.

## Biographie

### Origines et famille
Il est le fils de Louis III de Crevant, seigneur d'Argy, puis marquis d'Humières (v. 1606-1648), gouverneur de Compiègne, et de son épouse, Isabelle Phélippeaux (1611-1642), de la branche des Phélippeaux d'Herbault, fille de Raymond Phélypeaux d'Herbault. De cette union naissent neuf enfants, six fils et trois filles. Son frère ainé Louis IV de Crevant sert dans l'armée, il termine sa carrière avec la dignité de maréchal de France et le titre de duc d'Humières

### Carrière militaire

#### Service dans la cavalerie et débuts dans la Marine royale
Comme son frère ainé, il embrasse la carrière militaire, et entre dans un premier temps, dans la cavalerie au sein de l'armée de terre, où il acquiert le grade de colonel; il change d'armes. Le 30 novembre 1663, il reçoit du Roi un brevet de capitaine de vaisseau.
Le 18 mars 1664, il est rejoint par le duc de Beaufort aux îles Baléares, en rade d'Ivica, où il avait enlevé aux corsaires, une prise génoise avec cinquante-cinq Maures à bord et une charge de blé. L'année suivante il participe dans l'escadre de Duquesne à la lutte contre les corsaires barbaresques en Méditerranée, au commandement du Beaufort, de 36 canons et 230 hommes d'équipage.
Le 20 avril 1671, il est fait chevalier de l'Ordre de Saint-Lazare de Jérusalem. Il se fait remarquer lors d'une mission au Levant en 1672 à bord du Diamant.

#### Guerre de Hollande (1672-1678)

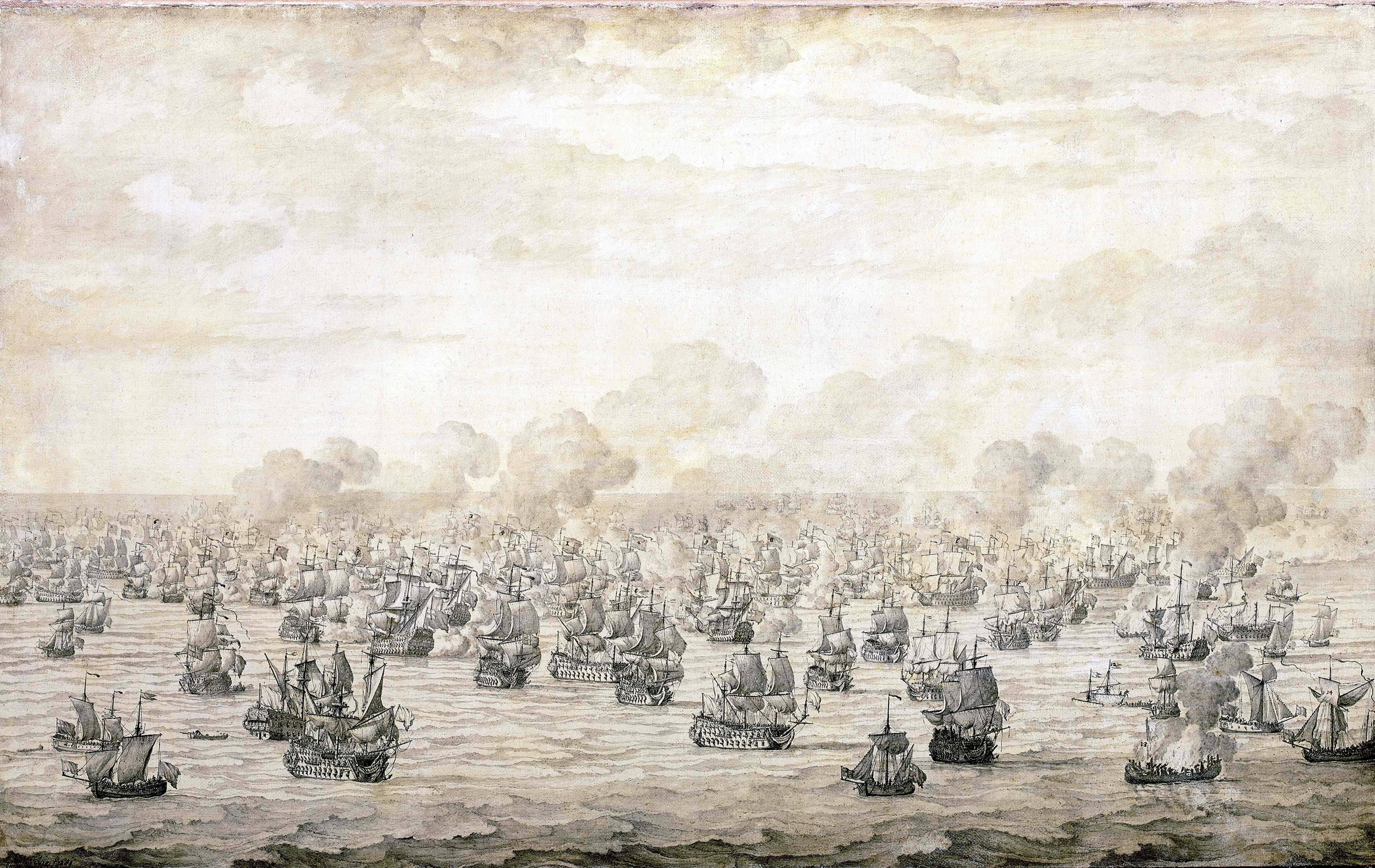
La première bataille de Schooneveld, le 7 juin 1673
par Willem Van de Velde l'Ancien

Le marquis de Preuilly-d'Humières se signale au premier combat de Schooneveld le 7 juin 1673 entre la flotte combinée de France et d'Angleterre et celle de Hollande près des bancs de Flandre. Capitaine commandant le Tonnant, 64 canons. Dans son Histoire maritime de la France, Léon Guérin décrit son action pendant le combat :

« Le Tonnant, commandé par Preuilly d'Humières, avait été menacé d'un grand danger au moment où le vaisseau de Ruyter s'était trouvé entre lui et le vice-amiral de France; il n'était pas sorti de cette position sans avoir été dégréé. Le chevalier de Roncherolles y avait eu le bras droit emporté. Néanmoins, Valbelle, Preuilly d'Humières et d'Hailly suivirent de près la ligne de Ruyter, tenant même bord que lui, et peu après toute la ligne du vice-amiral d'Estrées revira, courant la même bordée, mais un peu plus loin des ennemis; ce à quoi elle était obligée pour se remettre en bataille. »

Il est promu chef d'escadre des armées navales le 12 décembre 1673. Le 29 janvier 1675, il commande Le Triomphant, 60 canons, qui fait partie des huit vaisseaux de l'escadre sous les ordres de Duquesne chargée d'escorter le duc de Vivonne en Sicile dont il avait été nommé vice-roi. La flotte française affronte la flotte espagnole de l'amiral Melchior de la Cueva, bien supérieure en nombre (elle compte vingt vaisseaux de ligne et dix-sept galères). Preuilly d'Humière commande l'arrière-garde, composée de deux vaisseaux de ligne, et bien que peu impliqué au début du combat, sa jonction avec le reste de la flotte est décisive pour sceller la victoire française.

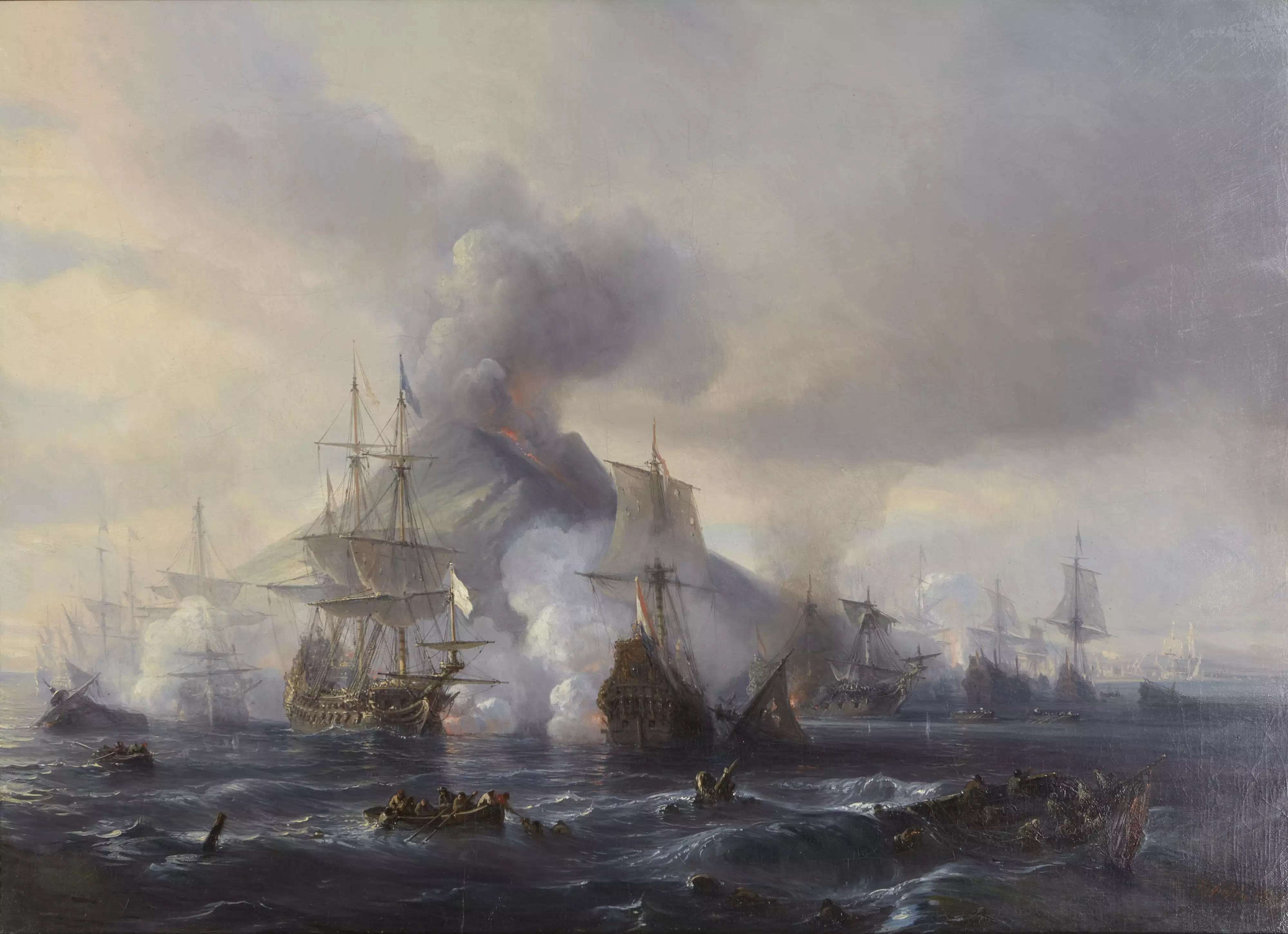
Combat naval en vue de l'île de Stromboli, 8 janvier 1676
Huile sur toile de Théodore Gudin

Preuilly d'Humières participe à la campagne de Sicile en 1676. Il commande, sur le Saint-Michel, 60 canons, l'avant-garde de la flotte française dans le combat que livre le duc de Vivonne contre l'escadre espagnole près de Melazzo, au large Messine le 8 janvier 1676 et s'y distingue tout particulièrement. Dans sa Biographie universelle (p. 35), Louis Gabriel Michaud écrit : 

« Dans ce combat opiniâtre, qui dura depuis neuf heures du matin jusqu'à deux heures de l'après-midi, l'avant-garde, commandée par Preuilly, chargea si vivement les Hollandais que leur propre avant-garde, après avoir perdu son chef, fut bientôt mise en désordre et forcée de plier. La vigueur de l'attaque de Preuilly contribua puissamment au succès de l'action, et favorisa ainsi l'entrée de la flotte française dans le port de Messine. C'est à l'occasion de la manière dont cette action fut engagée que Ruyter écrivit aux États-généraux qu'il n'avait jamais vu de circonstances qui fussent arrivées en meilleur ordre, et que de sa vie il ne s'était trouvé à un plus rude combat. »

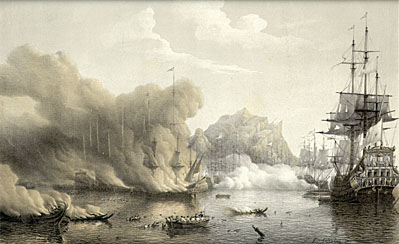
La bataille de Palerme, 2 juin 1676

Il est la bataille d'Agosta, le 11 avril 1676, au cours de laquelle l'amiral Ruyter est tué, il est le matelot de Duquesne, en compagnie de Tourville. Le marquis de Preuilly de Humières repousse vivement une sortie que font les assiégés de la ville de Barletta. Le 2 juin 1676, il est à la Bataille de Palerme dans le corps de bataille, placé sous les ordres du duc de Vivonne et se distingue à nouveau. Michaud écrit :

« Vivonne, à son arrivée, trouva l'armée combinée rangée en bataille sur une seule ligne, ayant le môle à sa gauche, le fort de Castellamare derrière elle, et une grosse tour armée de canons à sa droite. Elle était composée de 27 vaisseaux, 19 galères et 4 brûlots. Quelque danger qu'il y eût à l'attaquer dans cette position, Vivonne n'hésita pas. Il prescrivit à Preuilly d'attaquer la tête de la ligne avec les 9 vaisseaux, les 7 galères et les 5 brûlots qu'il commandait. Dès que cette division fut à portée de canon, tout le feu se dirigea sur elle. La division française attendit pour riposter qu'elle fût parvenue à une encâblure des vaisseaux ennemis, et mouillée sur ses bouées. Une si grande audace les intimida. Effrayés de la vigueur avec laquelle on les attaquait dans une position qu'ils croyaient inexpugnable, ils coupèrent leurs câbles et allèrent s'échouer sur le môle. Les brûlots, profitant du désordre, abordèrent trois vaisseaux qu'ils incendièrent. Le reste de l'armée suivit l'exemple de Preuilly, et le succès fut tel que l'armée combinée perdit trois mille hommes, 12 vaisseaux, 6 galères et 4 brûlots. »

À l'issue de cette campagne, il est promu lieutenant général des armées navales le 30 décembre 1676. Au printemps 1677, il fait plusieurs prises importantes sur les Espagnols en Méditerranée.

#### Missions diplomatiques en Méditerranée et en Baltique
Durant les derniers mois de l'année 1682 et les premiers de 1683, le lieutenant général de Preuilly d'Humières donne la chasse aux corsaires barbaresques, avec une division de quatre bâtiments; il est secondé par le capitaine de Bellisle-Érard. Monté sur L'Hercule, il escorte trente navires du commerce jusqu'à Saint-Malo, où il arriva le 28 mars 1683. Quelques mois plus tard, il est à la tête d'une escadre envoyée en mer Baltique et au Danemark. Partie de Brest en juin 1683, la flotte de treize vaisseaux arrive au mois de juillet dans la rade de Copenhague. Elle avait pour ordre de porter secours au roi de Danemark, et d'empêcher la jonction des vaisseaux hollandais avec ceux de Suède et pour empêcher que les Suédois ne fassent passer des troupes en Allemagne. Preuilly d'Humières ramène son escadre à Brest.
En 1684, il est à nouveau en Méditerranée en compagnie d'une escadre placée sous les ordres de Victor Marie d'Estrées, vice-amiral du Ponant. Il apporte à Tanger, au mois de septembre 1685, une lettre de Louis XIV à Moulay Ismail. Le roi de France demandait la restitution des esclaves chrétiens détenus.
Il meurt à Paris à l'Arsenal le 19 juin 1688. Sans enfant, il lègue ses biens à sa nièce, Julie de Crevant d'Humières, fille de son frère Louis de Crevant, maréchal duc d'Humières, et son corps est transporté et inhumé dans le caveau familial de l'église de Monchy-Humières,.

### Sources et bibliographie
- Roger de Bussy-Rabutin, Correspondance de Roger de Rabutin, comte de Bussy, avec sa famille et ses amis, Charpentier, 1859 (lire en ligne), p. 425
- Louis Gabriel Michaud, Biographie universelle, ancienne et moderne, vol. 78, Paris, Michaud, 1846 (lire en ligne), p. 35
- Léon Guérin, Histoire maritime de France, vol. 3, Dufour et Mullat, 1851 (lire en ligne)
- Prosper Levot, A. Doneaud, Les gloires maritimes de la France. Notices biographiques sur les plus célèbres marins, Arthus Bertrand éditeur, Paris, 1866, p. 417 (lire en ligne)
- Onésime Troude, Batailles navales de la France, t. 1, Paris, Challamel aîné, 1867-1868, 453 p. (lire en ligne)
- Charles La Roncière, Histoire de la Marine française : La Guerre de Trente Ans, Colbert, t. 5, Paris, Plon, 1920, 822 p. (lire en ligne)
- Charles La Roncière, Histoire de la Marine française : La crépuscule du Grand règne, l’apogée de la Guerre de Course, t. 6, Paris, Plon, 1932, 674 p. (lire en ligne)
- Michel Mollat, Marins et océans, vol. 2, Commission française d'histoire maritime, Economica, 1991, 237 p. (ISBN 2-7178-2127-9)
- Jean Meyer et Martine Acerra, Histoire de la marine française : des origines à nos jours, Rennes, Ouest-France, 1994, 427 p. [détail de l’édition] (ISBN 2-7373-1129-2, BNF 35734655)
- Étienne Taillemite, Dictionnaire des marins français, Paris, Tallandier, coll. « Dictionnaires », octobre 2002, 537 p. [détail de l’édition] (ISBN 978-2847340082)
- Michel Vergé-Franceschi (dir.), Dictionnaire d'Histoire maritime, Paris, éditions Robert Laffont, coll. « Bouquins », 2002, 1508 p. (ISBN 2-221-08751-8 et 2-221-09744-0)
- Guy Le Moing, Les 600 plus grandes batailles navales de l'Histoire, Rennes, Marines Éditions, 2011, 619 p. (ISBN 978-2-35743-077-8)
- Olivier Chebrou de Lespinats, Officiers de Marine de l'Ordre de Saint-Lazare de Jérusalem (1610-1910), mars 2012 (lire en ligne)
- Lucien Bély (dir.), Dictionnaire Louis XIV, Paris, éditions Robert Laffont, coll. « Bouquins », 2015, 1405 p. (ISBN 978-2-221-12482-6)
- Rémi Monaque, Une histoire de la marine de guerre française, Paris, éditions Perrin, 2016, 526 p. (ISBN 978-2-262-03715-4)